# Proboscina sigmata
Proboscina sigmata är en mossdjursart som beskrevs av Osburn 1953. Proboscina sigmata ingår i släktet Proboscina och familjen Oncousoeciidae. Inga underarter finns listade i Catalogue of Life.